# 1959 en astronautique
Chronologie de l'astronautique
- 1955
- 1956
- 1957
- 1958
- 1959
- 1960
- 1961
- 1962
- 1963

Cette page présente la chronologie des événements qui se sont produits durant l'année 1959 dans le domaine de l'astronautique.

## Programmes spatiaux nationaux

### Chronologie

#### Janvier
| Date      | Lanceur | Base de lancement | Type                  | Charge utile | Notes |
| 2 janvier | Luna    | Baïkonour         | Orbite héliocentrique | Luna 1       | Ne parvient pas à percuter la Lune comme prévu mais premier satellite placé sur une orbite héliocentrique |

#### Février
| Date       | Lanceur    | Base de lancement | Type           | Charge utile | Notes                                                                                |
| 17 février | Vanguard   | Cape Canaveral    | Orbite moyenne | Vanguard 2   | Échec partiel. Étude de la couche nuageuse.                                          |
| 28 février | Thor-Agena | Vandenberg        | Orbite polaire | Discoverer 1 | Premier lancement d'une Thor Agena. Prototype de la série des satellites espions KH1 |

#### Mars
| Date   | Lanceur | Base de lancement | Type                  | Charge utile | Notes                                                                                 |
| 3 mars | Juno II | Cap Canaveral     | Orbite héliocentrique | Pioneer 4    | Succès partiel. Le survol de la Lune se fait à une distance plus importante que prévu |

#### Avril
| Date     | Lanceur    | Base de lancement | Type           | Charge utile   | Notes |
| 13 avril | Thor-Agena | Vandenberg        | Orbite basse   | Discoverer 2   | Prototype de satellite espion KH1. La capsule photo ne put être récupérée. A inspiré le film Destination Zebra, station polaire. |
| 14 avril | Vanguard   | Cap Canaveral     | Orbite moyenne | Vanguard SLV-5 | Échec au lancement. Étude du magnétisme terrestre                                                                                |

#### Juin
| Date    | Lanceur    | Base de lancement | Type                  | Charge utile   | Notes                                                     |
| 3 juin  | Thor-Agena | Vandenberg        | Orbite basse          | Discoverer 3   | Prototype de satellite espion KH1. Échec au lancement     |
| 18 juin | Luna       | Baïkonour         | Orbite héliocentrique | Luna 1959A     | Échec au lancement                                        |
| 22 juin | Vanguard   | Cap Canaveral     | Orbite moyenne        | Vanguard SLV-6 | Échec au lancement. Mesure du bilan radiatif de la Terre. |
| 25 juin | Thor-Agena | Vandenberg        | Orbite basse          | Discoverer 4   | Satellite espion KH1. Échec au lancement                  |

#### Juillet
| Date       | Lanceur | Base de lancement | Type         | Charge utile | Notes                                                     |
| 16 juillet | Juno II | Cap Canaveral     | Orbite basse | Explorer 7x  | Échec au lancement. Mesure du bilan radiatif de la Terre. |

#### Août
| Date    | Lanceur    | Base de lancement | Type                        | Charge utile | Notes                                                                                          |
| 7 août  | Thor-Able  | Cap Canaveral     | Orbite fortement elliptique | Explorer 6   | Satellite de l'Armée de l'Air. Étude des radiations de différentes natures…                    |
| 13 août | Thor-Agena | Vandenberg        | Orbite basse                | Discoverer 5 | Satellite espion KH1. Mauvais fonctionnement du satellite                                      |
| 15 août | Juno II    | Cap Canaveral     | Orbite basse                | Beacon 2     | Échec au lancement. Satellite technologique NASA/US Army. Étude de la densité de l'atmosphère. |
| 19 août | Thor-Agena | Vandenberg        | Orbite basse                | Discoverer 6 | Satellite espion KH1. Mauvais fonctionnement des rétrofusées de la capsule photo.              |

#### Septembre
| Date         | Lanceur         | Base de lancement | Type                  | Charge utile | Notes |
| 12 septembre | Luna            | Baïkonour         | Orbite héliocentrique | Luna 2       | La sonde lunaire parvient à percuter la Lune comme prévu. Premier objet artificiel à atteindre la Lune                                                                            |
| 17 septembre | Thor Able       | Cap Canaveral     | Orbite basse          | TRANSIT 1A   | Échec. Prototype de satellite de navigation. |
| 18 septembre | Vanguard Altair | Cap Canaveral     | Orbite moyenne        | Vanguard 3   | Réussite partielle, le dernier étage reste attaché au satellite. Mesure du champ magnétique, étude des effets des radiations X sur l'atmosphère… Dernier vol du lanceur Vanguard. |

#### Octobre
| Date       | Lanceur | Base de lancement | Type         | Charge utile | Notes                                                                                                  |
| 4 octobre  | Luna    | Baïkonour         | Orbite haute | Luna 3       | Effectue le tour de la Lune et renvoie pour la première fois des photos de la face cachée de celle-ci. |
| 13 octobre | Juno II | Cape Canaveral    | Orbite basse | Explorer 7   | Mesure du rayonnement X du Soleil et du rayonnement cosmique.                                          |

#### Novembre
| Date        | Lanceur    | Base de lancement | Type           | Charge utile | Notes                                                                                    |
| 7 novembre  | Thor-Agena | Vandenberg        | Orbite lunaire | Discoverer 7 | Satellite espion KH-1. Le contrôle du satellite est perdu                                |
| 20 novembre | Thor-Agena | Vandenberg        | Orbite lunaire | Discoverer 8 | Satellite espion KH-1 inséré sur une orbite inutilisable.                                |
| 26 novembre | Atlas-Able | Cap Canaveral     | Orbite lunaire | Pioneer P-3  | Orbiter lunaire. Échec au lancement à la suite de la séparation prématurée de la coiffe. |

### Vol orbitaux

#### Par pays
| Pays             | Lancements | Succès | Échecs | Échecs partiels | Remarques |
| ---------------- | ---------- | ------ | ------ | --------------- | --------- |
| Union soviétique | 4          | 2      | 2      |                 |           |
| États-Unis       | 19         | 8      | 9      | 2               |           |

#### Par lanceur
| Lanceur       | Pays             | Lancements | Succès | Échecs | Échecs partiels | Remarques         |
| ------------- | ---------------- | ---------- | ------ | ------ | --------------- | ----------------- |
| Atlas Able    | États-Unis       | 1          | 1      |        |                 | Premier lancement |
| Juno II       | États-Unis       | 4          | 1      | 2      | 1               |                   |
| Luna          | Union soviétique | 4          | 2      | 2      |                 |                   |
| Thor Agena    | États-Unis       | 8          | 5      | 3      |                 | Premier lancement |
| Thor Able     | États-Unis       | 2          | 1      | 1      |                 |                   |
| Vanguard Able | États-Unis       | 4          | 1      | 2      | 1               | Dernier vol       |

#### Par type d'orbite
| Orbite         | Lancements | Succès | Échecs | Orbite atteinte involontairement | Remarques |
| -------------- | ---------- | ------ | ------ | -------------------------------- | --------- |
| Basse          | 12         | 7      | 5      |                                  |           |
| Moyenne        | 4          | 1      | 3      |                                  |           |
| Haute          | 2          | 2      |        |                                  |           |
| héliocentrique | 5          | 3      | 2      |                                  |           |

#### Par site de lancement
| Site           | Pays             | Lancements | Succès | Échecs | Échecs partiels | Remarques |
| -------------- | ---------------- | ---------- | ------ | ------ | --------------- | --------- |
| Baïkonour      | Union soviétique | 4          | 2      | 2      |                 |           |
| Cape Canaveral | États-Unis       | 11         | 6      | 3      | 2               |           |
| Vandenberg     | États-Unis       | 8          | 2      | 6      |                 |           |

## Survols et contacts planétaires
Mis à jour le 1er janvier 2011.
| Date         | Sonde spatiale | Événement          | Remarque                                                                               |
| ------------ | -------------- | ------------------ | -------------------------------------------------------------------------------------- |
| 4 janvier    | Luna 1         | survol de la Lune  | Impact manqué. Survol au plus près à 6 000 km                                          |
| 4 mars       | Pioneer 4      | survol de la Lune  | Impact manqué. Survol au plus près à 60 200 km                                         |
| 14 septembre | Luna 2         | Impact sur la Lune | La sonde s'est écrasée dans Mare Imbrium                                               |
| 6 octobre    | Luna 3         | survol de la Lune  | vol circumlunaire. 29 photos de la Lune ont été prises. Survol au plus près à 6 200 km |